# Haruna Ai
Haruna Ai (Nhật: はるな 愛 sinh ngày 21 tháng 7 năm 1972) là một hoa hậu ca sĩ và nhân vật truyền hình chuyển giới người Nhật đến từ thành phố Oska, tỉnh Oska, Nhật Bản.
Vào tháng 10 năm 2009, cô chính thức đăng quang cuộc thi Hoa hậu Chuyển giới Quốc tế 2009 tại thành phố Pattaya, Thái Lan. Cô là đại diện Nhật Bản đầu tiên đăng quang cuộc thi sắc đẹp tại Thái Lan.

## Hoạt động giúp đỡ
Ngay sau trận động đất ở Nhật Bản, cô đã kêu gọi đóng góp tại đường phố và động viên các nạn nhân. Thực hiện các hoạt động bắt nguồn từ các webiste. Vào ngày 1 tháng 5 năm 2012, đã có 10 nguời chiến thắng giải hỗ trợ tốt nhất cho Suns Entertainment (Tập đoàn của Ai Haruna) được chọn và được trao giải.
Từ tháng 3 năm 2017, nhà ăn của các trẻ em sẽ được tổ chức thường xuyên tại nhà hàng của cô.

## Danh sách các Đĩa nhạc

### Đĩa đơn
- "I・U・Yo・Ne" (2008)
- "Natsu Dekoboko Love" (夏 凸凹ラブ?) (2009)
- "Crazy Love" (2010)
- "Motto Ai o" (もっと愛を?) (2012)
- "Eenende" (えぇねんで?)(2016)[3]

### Hợp tác
- "Momi Momi Fantastic feat. Haruna Ai" - Asia Engineer (2009)

## Quảng cáo truyền hình
- Fanta Momi Momi Frozen (2009)[1]
- Suzuki " Carry "(website: từ tháng 8, 2013 - nay) (TV: từ tháng 9, 2013 - nay) - Sugawara Bunta, Hokuto.
- Suzuki " EVERY " (tháng 2, 2015 -) - Ukaji Takashi, Madoka Hiroshi.